# Colebee, New South Wales
Colebee este o suburbie al orasului Blacktown in Sydney, Australia.